# L'Abergement-Clémenciat
L'Abergement-Clémenciat is een gemeente in het Franse departement Ain (regio Auvergne-Rhône-Alpes). L'Abergement-Clémenciat telde op 1 januari 2022 859 inwoners. 

## Geografie
De oppervlakte van L'Abergement-Clémenciat bedroeg op 1 januari 2022 15,95 vierkante kilometer; de bevolkingsdichtheid was toen 53,9 inwoners per km².
De onderstaande kaart toont de ligging van L'Abergement-Clémenciat met de belangrijkste infrastructuur en aangrenzende gemeenten.

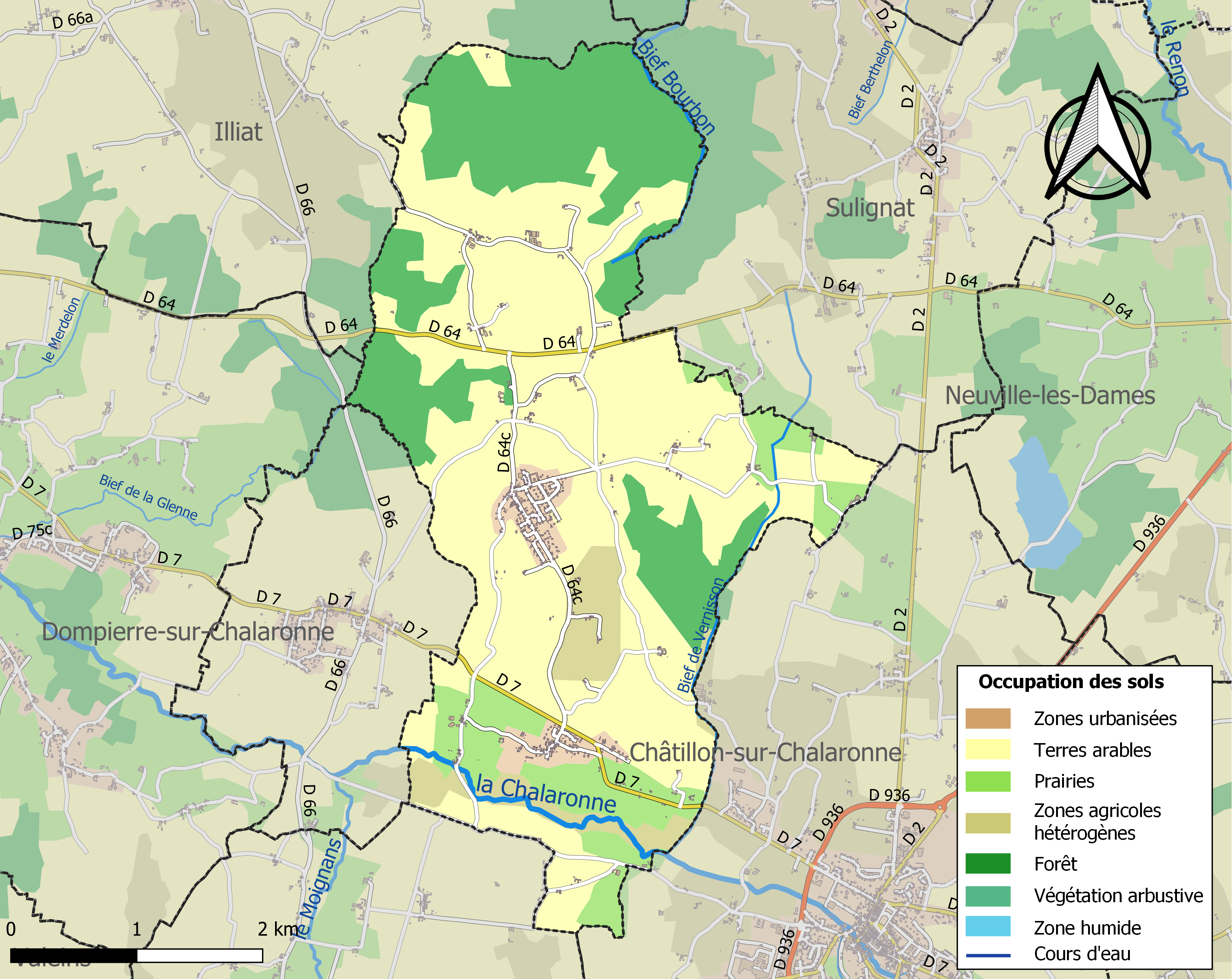

## Demografie
Onderstaande figuur toont het verloop van het inwoneraantal van L'Abergement-Clémenciat vanaf 1962.
Vanwege een beveiligingsprobleem met de MediaWiki Graph-software is het momenteel niet mogelijk deze grafiek weer te geven. Zodra de software is bijgewerkt zal de grafiek vanzelf weer zichtbaar worden.